# Jacob Verreyt
Jacob Verreyt, ook Jacob Johan(n), Jean Jacob of Jacques Verreyt (Antwerpen, 1807 - Bonn, 1872) was een Vlaams kunstschilder. 
Verreyt woonde de eerste helft van zijn leven in Antwerpen en volgde hier ook zijn opleiding aan de Koninklijke Academie voor Schone Kunsten. In 1841 verhuisde hij naar Duitsland. Hij woonde eerst in Keulen en vanaf 1853 in Bonn.
Hij schilderde voornamelijk portretten, genretaferelen en landschappen, vaak bij maanlicht. Naast olieverfschilderijen vervaardigde Verreyt ook aquarellen.

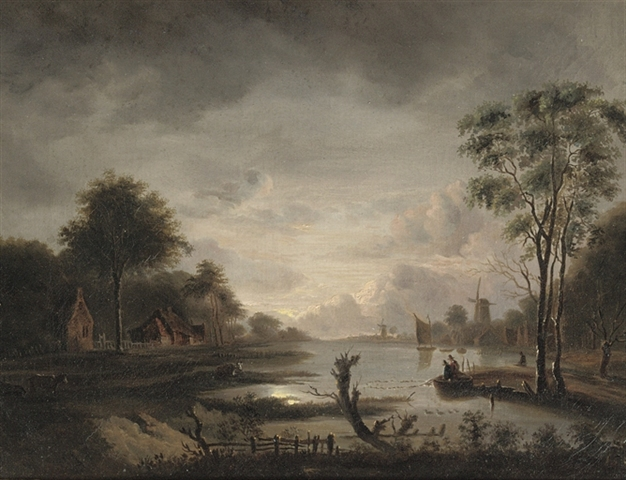
Vissen bij nacht door Jacob Verreyt

- RKD-Nederlands Instituut voor Kunstgeschiedenis: 80599
- Union List of Artist Names: 500060744
- Virtual International Authority File: 96091265